# Wierzchy (gromada w powiecie brzezińskim)
Wierzchy – dawna gromada, czyli najmniejsza jednostka podziału terytorialnego Polskiej Rzeczypospolitej Ludowej w latach 1954–1972.
Gromady, z gromadzkimi radami narodowymi (GRN) jako organami władzy najniższego stopnia na wsi, funkcjonowały od reformy reorganizującej administrację wiejską przeprowadzonej jesienią 1954 do momentu ich zniesienia z dniem 1 stycznia 1973, tym samym wypierając organizację gminną w latach 1954–1972.
Gromadę Wierzchy siedzibą GRN w Wierzchach utworzono – jako jedną z 8759 gromad na obszarze Polski – w powiecie brzezińskim w woj. łódzkim, na mocy uchwały nr 29/54 WRN w Łodzi z dnia 4 października 1954. W skład jednostki weszły obszary dotychczasowych gromad Kazimierzów, Świny i Wierzchy wraz z wsią Turobowice z dotychczasowej gromady Długie ze zniesionej gminy Katarzynów oraz obszary dotychczasowych gromad Rewica A, Rewica kolonia i Leszczyny (z wyłączeniem parcelacji Dąbrowa, kolonii Olszewo i wsi Popowo) wraz z wsią Władysławów z dotychczasowej gromady Władysławów ze zniesionej gminy Jeżów w tymże powiecie. Dla gromady ustalono 12 członków gromadzkiej rady narodowej.
Gromadę zniesiono 31 grudnia 1959, a jej obszar włączono do gromad: Katarzynów (kolonię Kazimierzów, kolonię Leopoldów, wieś i kolonię Świny, kolonię Świny-Pieńki, kolonię Michałów, wieś i kolonię Wierzchy oraz kolonię Turobowice), Wola Łokotowa (kolonię Rewica i kolonię Rewica A) i Jeżów (kolonię Olszewo, wieś Władysławów i kolonię Leszczyny).